# Wilhelm Genazino
Wilhelm Theodor Genazino (Mannheim, 22 de enero de 1943 - Fráncfort del Meno, 12 de diciembre de 2018) fue un escritor alemán. En 2004 fue galardonado con el prestigioso premio Georg Büchner. Trabajó como periodista en la revista satírica Pardon y como coeditor en la revista Lesezeichen. Desde principio de la década de 1970 fue un escritor independiente, dado a conocer por su trilogía de novelas sobre su personaje Abschaffel, completada en 1979. Con su novela "Un paraguas para este día" (2001) alcanzó fama internacional.

## Biografía
De orígenes sencillos nació y creció en Mannheim. Desde principios de la década de 1970 pudo vivir de sus ingresos como escritor. Después de graduarse en la escuela secundaria a la edad de casi 40 años, y de una pasantía en el periódico Rhein-Neckar-Zeitung, Genazino estudió filología, filosofía y sociología alemanas en la Universidad Johann Wolfgang Goethe, en Fráncfort.
En sus novelas y ensayos tomó fotografías individuales de la vida cotidiana y las describió meticulosamente. Sus descripciones resultan de una consideración temporalmente extendida, llenas de detalles concretos. Sus obras han sido traducidas a numerosos idiomas, incluyendo inglés, francés, griego, italiano, lituano, holandés, ruso, esloveno, español, checo y húngaro.
Murió en diciembre de 2018 a la edad de 75 años, después de una corta enfermedad, en Fráncfort.  Vivía en Frankfurt-Westend, tenía dos hijos y tres salas de estudio, pero no tenía auto ni televisor.

## Distinciones
- 1986: Premio de Literatura Westermann.
- 1990: Premio de literatura de la ciudad de Bremen por La mancha, la chaqueta, la habitación, el dolor.
- 1995: Premio de Literatura de Solothurn.
- 1995: Premio de LiteraTour Nord.
- 1996: Premio de Literatura de Berlín
- 1996-1997: secretario municipal de Bergen
- 1998: Gran Premio de la Academia Bávara de Bellas Artes por La luz quema un agujero en el día.
- 2001: Premio de Literatura Kranichsteiner por sus obras completas.
- 2003: Premio Fontane.
- 2003: Premio de Arte de Berlín
- 2004: Premio Hans Fallada.[3]
- 2004: Premio del autor, de los editores de teatro de habla alemana en Heidelberger Stückemarkt por el Querido Dios, hazme ciego
- 2004: Premio Georg Büchner.
- 2006: Profesor invitado de poética en la Universidad de Fráncfort del Meno
- 2007: CORINE- Belletristik Price of ZEIT-Verlag para la nostalgia mediocre
- 2007: Premio Kleist (Ponente: Ulrich Matthes).[4]
- 2010: Premio de idiomas Rinke de la Fundación Guntram e Irene Rinke por La felicidad en tiempos lejanos a la felicidad.
- 2013: Premio de literatura Kassel de humor grotesco
- 2014: Profesor de poesía de Heidelberg
- 2014: Premio Samuel Bogumil Linde (con Janusz Rudnicki)[5]
- 2014: Placa de Goethe de la ciudad de Fráncfort del Meno

## Obras
- Laslinstrasse.  Colonia 1965.
- Trilogía de Abschaffel
  - Abschaffel. 1977
  - Die Vernichtung der Sorgen (La destrucción de las preocupaciones). 1978
  - Falsche Jahre (Años equivocados). 1979
    - Edición especial en un volumen: Hanser, Múnich 2011.
- Die Ausschweifung (El libertinaje). Reinbek bei Hamburg 1981.
- Fremde Kämpfe (Luchas extranjeras). Reinbek bei Hamburg 1984.
- Der Fleck, die Jacke, die Zimmer, der Schmerz (La mancha, la chaqueta, las habitaciones, el dolor). Reinbek bei Hamburg 1989.
- Die Liebe zur Einfalt (El amor a la simplicidad). Reinbek bei Hamburg 1990.
- Leise singende Frauen (Mujeres cantando suavemente). Reinbek bei Hamburg 1992.
- Die Obdachlosigkeit der Fische (La falta de vivienda de los peces). Reinbek bei Hamburg 1994.
- Das Licht brennt ein Loch in den Tag (La luz quema un agujero en el día). Reinbek bei Hamburg 1996.
- Die Kassiererinnen (Los cajeros). Reinbek bei Hamburg 1998.
- Ein Regenschirm für diesen Tag (Un paraguas para este día). Múnich y otros 2001.
- Eine Frau, eine Wohnung, ein Roman. (Una mujer, una casa, una novela). Múnich y otros  2003.
- Die Liebesblödigkeit (La estupidez del amor). Hanser, Múnich 2005.
- Mittelmäßiges Heimweh (Un poco de nostalgia). Múnich 2007.
- Das Glück in glücksfernen Zeiten (La suerte en los tiempos lejanos de la felicidad). Múnich 2009.
- Wenn wir Tiere wären (Si fuésemos animales). Hanser, Múnich 2011, ISBN 978-3-446-23738-4.
- Bei Regen im Saal (Cuando llueve en el pasillo). Hanser, Múnich 2014, ISBN 978-3-446-24596-9.
- Außer uns spricht niemand über uns (Nadie habla de nosotros excepto nosotros). Hanser, Múnich 2016, ISBN 978-3-446-25273-8.
- Kein Geld, keine Uhr, keine Mütze (Sin dinero, sin reloj, sin gloria). Hanser, Múnich 2018, ISBN 978-3-446-25810-5.

Novelas en español
- El amor a la simplicidad. Mondadori 1993.
- Un paraguas para este día. Galaxia Gutenberg-Círculo de Lectores 2002.
- Mujeres cantando suavemente. Bassarai 2003.
- Una mujer, una casa, una novela. Galaxia Gutenberg-Círculo de Lectores 2004.
- Desvarío amoroso. Galaxia Gutenberg-Círculo de Lectores 2006.
- Un poco de nostalgia, Galaxia Gutenberg 2008.
- Salvo nosotros, nadie habla de nosotros, Hueders 2021.
- Si fuéramos animales, Hueders 2023.

### Otras publicaciones
- Vom Ufer aus (Desde la orilla).  Goettingen 1990.
- Aus der Ferne. Texte und Postkarten (Desde lejos.Textos y postales).  Reinbek cerca de Hamburgo 1993.
- Das Bild des Autors ist der Roman des Lesers (La imagen del autor es la novela del lector).  Münster 1994.
- Mitteilungen an die Freunde (Mensajes a amigos).  Premio de LiteraTour Nord.  Fráncfort del Meno 1996.
- Achtung Baustelle (Sitio de construcción de atención). Colección Ensayo. Fráncfort del Meno 1998.
- Über das Komische: der außengeleitete Humor (Sobre lo gracioso: el humor extrovertido).  Discursos de la Universidad de Paderborn.  Paderborn 1998.
- Der gedehnte Blick (La mirada estirada.)  Colección Ensayo.  Fráncfort del Meno 1999.
- Fühlen Sie sich alarmiert. (Sentirse alarmado).  Discursos de secundaria.  Múnich 1999.
- Auf der Kippe (En el borde).  Textos para postales y fotos.  Reinbek cerca de Hamburgo 2000.
- Karnickel und Fliederbüsche (Arbustos lila, morados).  Kiel 2001.
- Aus dem Tagebuch der Vergangenheit (Del diario del pasado).  En: Texto y crítica, 162. Múnich 2004.
- Lieber Gott mach mich blind. (Querido Dios, hazme ciego). (Estreno en el Staatstheater Darmstadt, octubre de 2005), Fráncfort 2003, Múnich 2006 y Der Hausschrat. Múnich 2006, Mülheim 2007. (Obras de teatro)
- Die Belebung der toten Winkel (La animación de los puntos ciegos). Conferencias de poética.  Munich 2006.
- Idyllen in der Halbnatur (Idilios en la media naturaleza).  Ensayos y discursos.  Munich 2012.
- Tarzan am Main. Spaziergänge in der Mitte Deutschlands. (Tarzán en el Main. Paseos por el centro de Alemania).  Múnich 2013.
- Claus-Ulrich Bielefeld, conversación con Wilhelm Genazino.  En: Sinn und Form , 4/2010, pp. 518-523.

### Edición
- Beruf: Künstler (Ocupación: artista).  Fráncfort del Meno 1983.
- Istanbul, „sterbende Schöne“ zwischen Orient und Okzident? (Estambul, ¿"moribunda belleza" entre oriente y occidente?)  Corso, Hamburgo 2011, ISBN 978-3-86260-021-2